# Сенное (Узденский район)
Сенное (бел. Сянно́е) — деревня в Узденском районе Минской области Беларуси. Входит в состав Дещенского сельсовета.

## География
Ближайшие населённые пункты Проходы, Русаково, Подзелень и др.

## История
До 30 октября 2009 года деревня входила в состав Тепленского сельсовета.

## Население

### Численность
- 2019 год — 7 жителей

### Динамика
- 2009 год — 14 жителей (перепись населения)[3]
- 2019 год — 7 жителей (перепись населения)